# Sori-Viadukt
Das Sori-Viadukt (italienisch Viadotto Torrente Sori) steht östlich von Genua im Zuge der Autostrada A12 (Autostrada Azzurra) oberhalb des Ortes Sori, wo sie den gleichnamigen Torrente in einer Höhe von 125 m überbrückt.

## Beschreibung
Das Sori-Viadukt hat zwei Fahrspuren je Richtungsfahrbahn, ca. 1,20 m breite Pannenstreifen sowie in der Mitte und an den Rändern massive Betonleitwände.
Die 393 m lange Brücke hat sechs Öffnungen mit Pfeilerachsabständen von 30,78 + 31,56 + 65,73 + 100,00 + 100,00 + 65,00 m. Der Überbau der Hauptbrücke besteht aus einem gevouteten, im Querschnitt rechteckigen 13,50 breiten Spannbeton-Hohlkasten, der zu beiden Seiten der drei Pfeiler 35 m auskragt. Die verbleibenden Lücken werden durch 30 m lange Plattenbalken geschlossen. Die beidseits je 2,60 m auskragende Fahrbahnplatte ist 19,10 m breit.
Die drei Stahlbetonpfeiler sind 6,0 m breit. Quer zur Fahrbahn haben sie mit 13,50 m das gleiche Maß wie der Hohlkasten.
An die Hauptbrücke schließt sich im Westen eine Plattenbalkenbrücke mit 2 Feldern und 1,9 m breiten Stützen an.
Die Brücke wurde von Silvano Zorzi und Sergio Tolaccia geplant. Die Brücke wurde zusammen mit dem Autobahnabschnitt Genua – Rapallo am 18. Dezember 1967 dem Verkehr übergeben.
Das in diesem Abschnitt weiter westlich stehende, ebenfalls von Silvano Zorzi geplante Nervi-Viadukt ist baugleich mit dem Sori-Viadukt, abgesehen von geländebedingten Unterschieden bei der Länge der Plattenbalkenbrücken und der Höhe der Pfeiler.
Mit den beiden Brücken führte Silvano Zorzi erstmals das Dywidag-System des Freivorbaus in Italien ein.